# تری مک‌اولیف
ترنس ریچارد «تری» مک‌اولیف (‎/məˈkɔːl[invalid input: 'ɨ']f/‎; متولد ۹ فوریه ۱۹۵۷) یک تاجر آمریکایی و ۷۲مین فرماندار ویرجینیا بود. او بین سال‌های ۲۰۰۱ تا ۲۰۰۵ رئیس کمیته ملی حزب دموکرات بود. او در انتخابات ۱۹۹۶ مدیر کمپین انتخاباتی بیل کلینتون و در سال ۲۰۰۸ مدیر کمپین انتخاباتی هیلاری کلینتون بود.